# Missionare der Kirche Jesu Christi der Heiligen der Letzten Tage

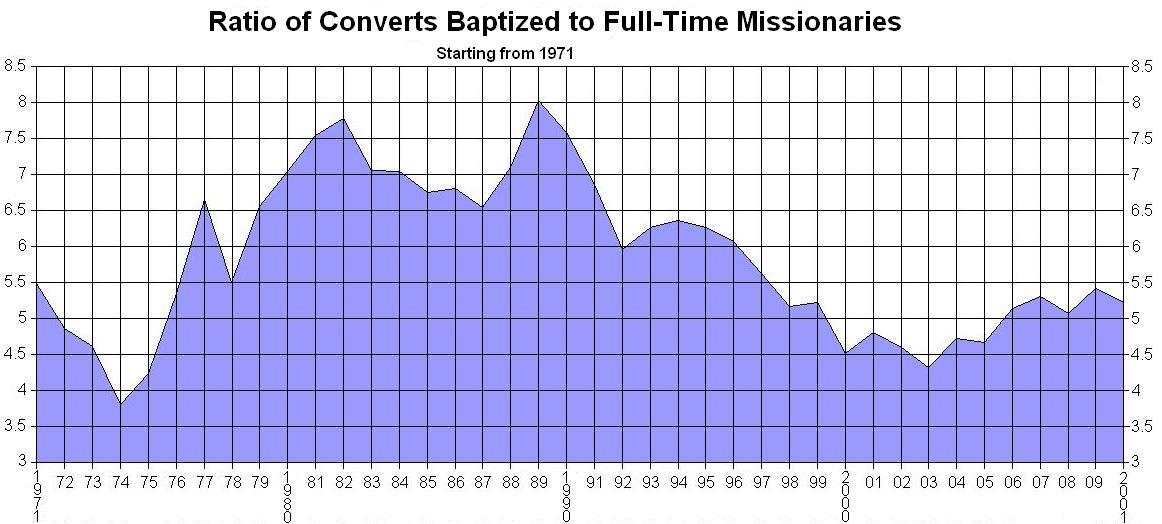
Verhältnis der Anzahl der getauften Bekehrten zur Zahl der Vollzeitmissionare seit 1971

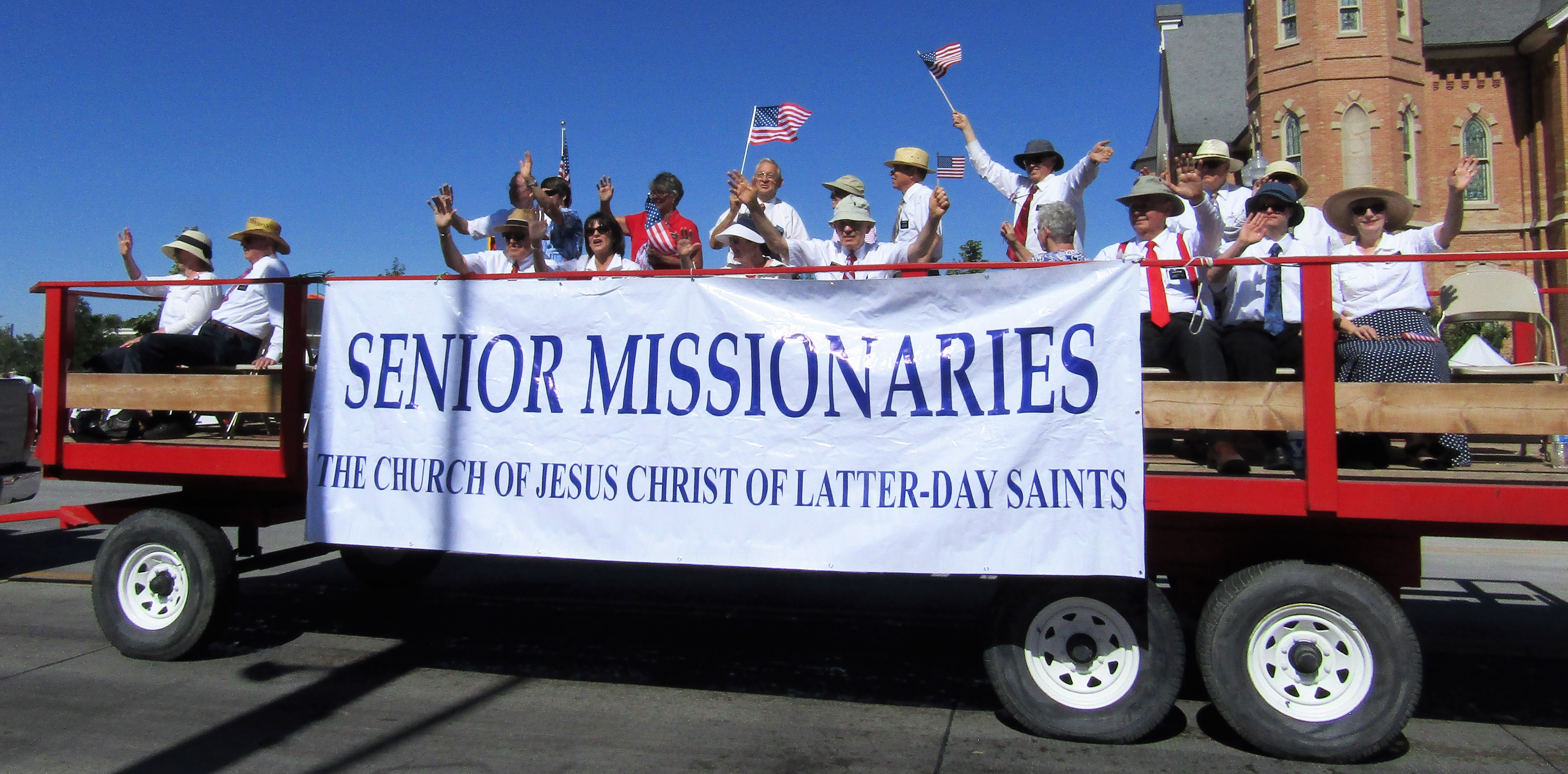
Senioren Missionare

Die Kirche Jesu Christi der Heiligen der Letzten Tage (Mormonen) ist eine missionierende Religion; sie mobilisiert zurzeit rund 62.500 Vollzeitmissionare weltweit.

## Vorbereitung auf den Missionsdienst

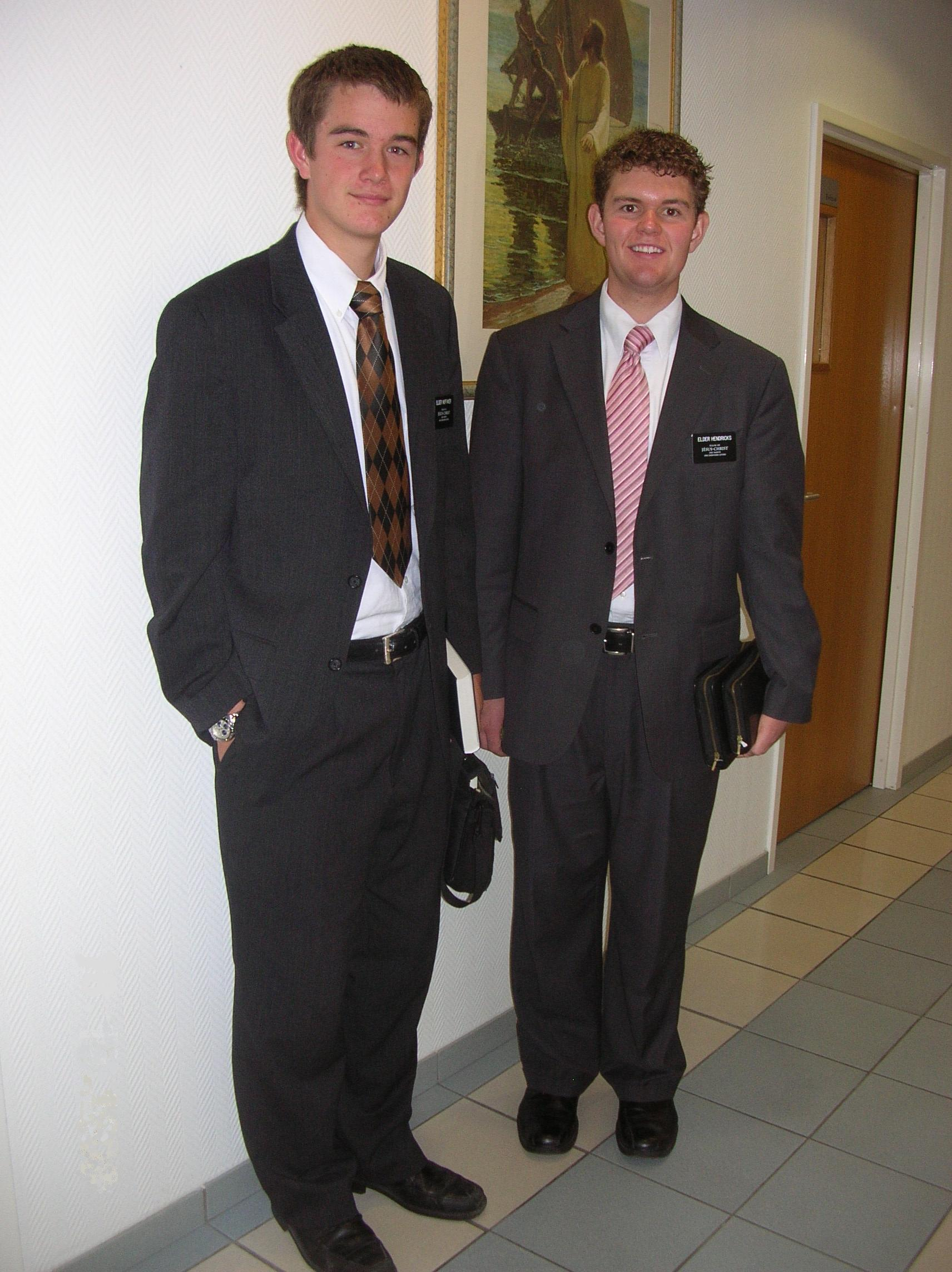
Zwei Missionare der Kirche Jesu Christi der Heiligen der Letzten Tage

In der Kirche Jesu Christi werden junge Männer zwischen 18 und 25 Jahren aufgefordert, eine zweijährige Vollzeitmission für ihre Kirche zu erfüllen. Voraussetzung dafür ist, dass die jungen Männer in der Kirche tätig sind und das Amt eines Ältesten im Melchisedekischen Priestertum innehaben. Unverheiratete Frauen können ebenfalls einen 18-monatigen Missionsdienst verrichten, wenn sie das 19. Lebensjahr vollendet haben. Ältere Ehepaare, die sich im Ruhestand befinden, können gemeinsam für eine Dauer von drei bis 36 Monaten als Vollzeitmissionare bzw. Teilzeit als Missionare im Kirchendienst arbeiten. Derzeit versehen rund 27.000 ältere Personen einen solchen Dienst. Darüber hinaus besteht die Möglichkeit, dass ältere alleinstehende Frauen einen zeitlich variablen Missionsdienst versehen.
Missionare wählen sich ihr Einsatzgebiet nicht selbst aus und wissen vor ihrer Berufung nicht, in welchem Gebiet sie dienen werden und ob sie eine neue Sprache lernen müssen. Personen, die sich freiwillig gemeldet haben und von ihren lokalen Kirchenführern empfohlen wurden, erhalten vom Präsidenten der Kirche ein Schreiben, in dem sie erfahren, in welches der weltweit über 400 Missionsgebiete sie berufen werden. Missionare werden nur in Länder geschickt, wo die Kirche eine amtliche Genehmigung hat, Missionstätigkeit auszuüben.
Von ihrem Pfahlpräsidenten werden die Personen, die einen Missionsdienst versehen wollen, eingesetzt und erhalten einen priesterlichen Segen. Zusätzlich erhalten zukünftige Missionare die Tempelverordnungen, sofern dies nicht schon früher geschehen ist.

## Missionskosten
Missionare tragen üblicherweise die vollen Kosten ihrer Missionstätigkeit selbst, ohne dass die Kirche, für die sie in dieser Zeit tätig sind, sie finanziell unterstützt. Bei der Finanzierung können ihnen Familienmitglieder und Freunde helfen. In der Vergangenheit trug jeder Missionar seine tatsächlichen Lebenshaltungskosten selber. Dies hatte jedoch zur Folge, dass Missionare in Ländern, in denen hohe Lebenshaltungskosten herrschten, finanziell stärker belastet wurden als andere. Deshalb wurde 1990 ein sozialer Lastenausgleich eingeführt. Jeder Missionar zahlt statt der tatsächlichen Lebenshaltungskosten einen monatlichen Beitrag in der Höhe der durchschnittlichen Lebenshaltungskosten seines Ursprungslandes. In Mitteleuropa betrug dieser Missionsbeitrag im Jahr 2008 285 Euro. Die tatsächlichen Lebenshaltungskosten werden von der Kirche bestritten.
Junge Mitglieder in der Kirche werden aufgefordert, möglichst früh mit dem Sparen für eine Missionstätigkeit zu beginnen. Personen, die nicht in der Lage sind, die finanziellen Mittel selbst bzw. mit Hilfe der eigenen Familie und ihrer örtlichen Gemeinde aufzubringen, werden durch den allgemeinen Missionsfonds der Kirche unterstützt, für den Mitglieder auf der ganzen Welt spenden können. Ehepaare im Ruhestand, die eine gemeinsame Mission antreten, müssen ihre Kosten immer selber tragen.

## Missionarsschule

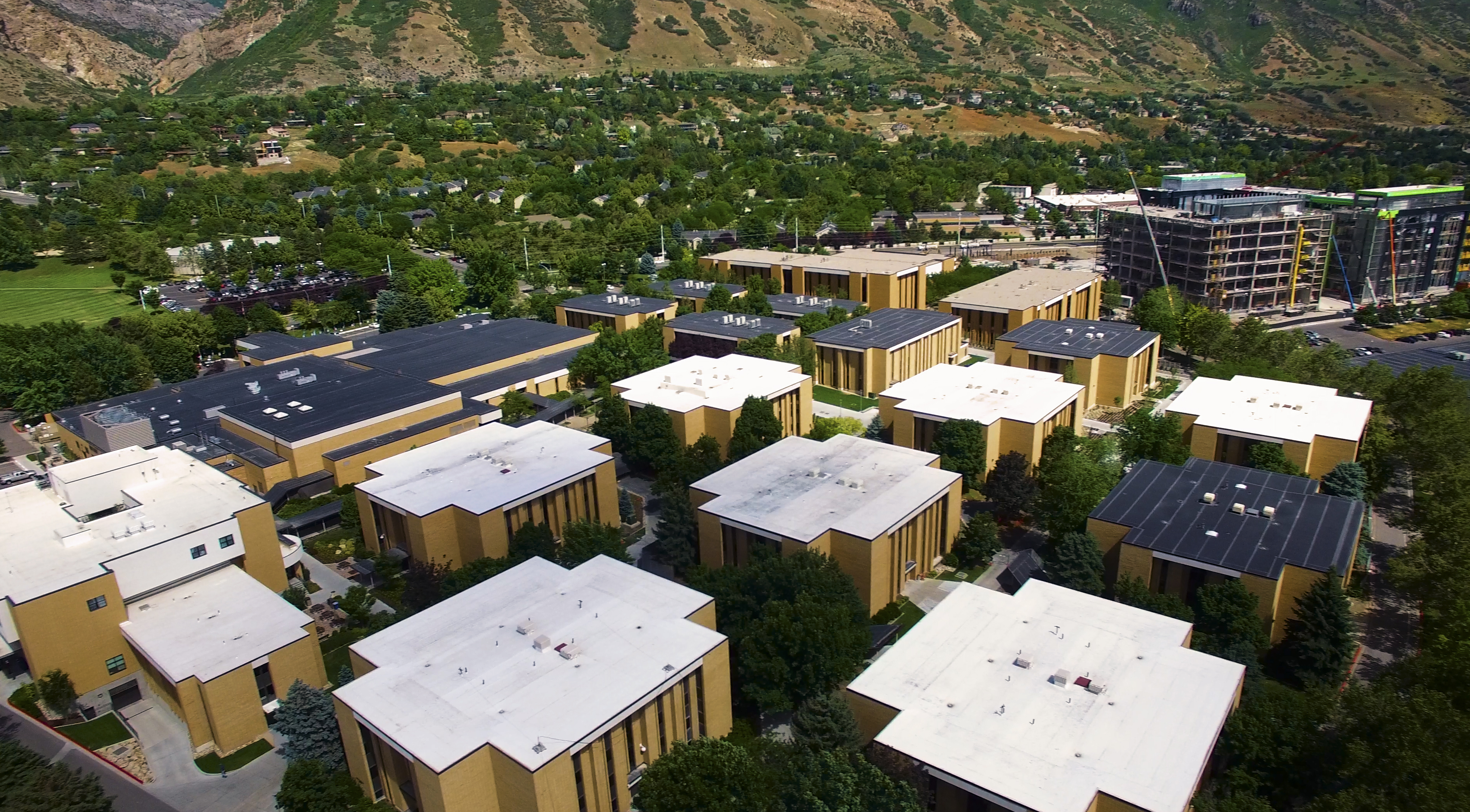
Missionarsschule in Provo, Utah, USA

Nach der Berufung zum Missionsdienst verbringen alle Missionare zunächst einige Wochen in einer Missionarsschule (auch MTC von engl. Missionary Training Center). Die größte Missionarsschule befindet sich im US-Bundesstaat Utah in Provo. Dort lernen sie bei Bedarf in wenigen Wochen die Sprache des Missionsgebiets und werden in ihren Aufgaben und Pflichten unterwiesen. Weltweit gibt es derzeit 9 Missionarsschulen. Diese befinden sich an folgenden Orten:
| - Accra, Ghana - Auckland, Neuseeland - Johannesburg, Südafrika - Lima, Peru - Manila, Philippinen | - Mexiko-Stadt, Mexiko - Provo, Utah, USA - Preston, England, Vereinigtes Königreich - São Paulo, Brasilien |

## Kleidung und gepflegtes Auftreten
Auf Mission gilt eine festgelegte Kleidungsordnung (business casual), an die sich der Missionar während seiner Missionstätigkeit zu halten hat. Alle Missionare tragen zudem ein Namenschild mit der Bezeichnung Elder (engl. Ältester) + Nachname bzw. Sister (engl. Schwester) + Nachname. Unter ihrem Namen steht der Name der Kirche. Junge Vollzeitmissionare werden aufgefordert, sich untereinander mit Elder und Sister anzusprechen, um sich ständig der Bedeutung ihrer Berufung bewusst zu sein.

## Organisation und Regeln
|                           | Uhrzeit | Uhrzeit | Uhrzeit | Uhrzeit | Uhrzeit | Uhrzeit | Uhrzeit | Uhrzeit | Uhrzeit | Uhrzeit | Uhrzeit | Uhrzeit | Uhrzeit | Uhrzeit | Uhrzeit | Uhrzeit | Uhrzeit | Uhrzeit | Uhrzeit | Uhrzeit | Uhrzeit | Uhrzeit | Uhrzeit | Uhrzeit | Uhrzeit | Uhrzeit | Uhrzeit | Uhrzeit | Uhrzeit | Uhrzeit | Uhrzeit | Uhrzeit | Uhrzeit | Uhrzeit |
| Aktivität                 | 6       | 6       | 7       | 7       | 8       | 8       | 9       | 9       | 10      | 10      | 11      | 11      | 12      | 12      | 13      | 13      | 14      | 14      | 15      | 15      | 16      | 16      | 17      | 17      | 18      | 18      | 19      | 19      | 20      | 20      | 21      | 21      | 22      | 22      |
| ------------------------- | ------- | ------- | ------- | ------- | ------- | ------- | ------- | ------- | ------- | ------- | ------- | ------- | ------- | ------- | ------- | ------- | ------- | ------- | ------- | ------- | ------- | ------- | ------- | ------- | ------- | ------- | ------- | ------- | ------- | ------- | ------- | ------- | ------- | ------- |
| Sportübungen              |         |         |         |         |         |         |         |         |         |         |         |         |         |         |         |         |         |         |         |         |         |         |         |         |         |         |         |         |         |         |         |         |         |         |
| Essen                     |         |         |         |         |         |         |         |         |         |         |         |         |         |         |         |         |         |         |         |         |         |         |         |         |         |         |         |         |         |         |         |         |         |         |
| Körperpflege und Kleidung |         |         |         |         |         |         |         |         |         |         |         |         |         |         |         |         |         |         |         |         |         |         |         |         |         |         |         |         |         |         |         |         |         |         |
| Persönliches Studium      |         |         |         |         |         |         |         |         |         |         |         |         |         |         |         |         |         |         |         |         |         |         |         |         |         |         |         |         |         |         |         |         |         |         |
| Gemeinsames Studium       |         |         |         |         |         |         |         |         |         |         |         |         |         |         |         |         |         |         |         |         |         |         |         |         |         |         |         |         |         |         |         |         |         |         |
| Missionieren              |         |         |         |         |         |         |         |         |         |         |         |         |         |         |         |         |         |         |         |         |         |         |         |         |         |         |         |         |         |         |         |         |         |         |
| Planen und Beten          |         |         |         |         |         |         |         |         |         |         |         |         |         |         |         |         |         |         |         |         |         |         |         |         |         |         |         |         |         |         |         |         |         |         |

Ein normaler Tag für Missionare beginnt um 6.30 Uhr mit dem persönlichen Schriftstudium. Nach einer ausreichenden Vorbereitungszeit wird den Tag über das Evangelium verkündet – Missionare fassen nach, wo Termine vereinbart wurden, machen Hausbesuche, engagieren sich ehrenamtlich oder sprechen Menschen auf der Straße und in der Öffentlichkeit an. Der Arbeitstag eines Missionars endet gegen 21.00 Uhr. Die Grenzen der Missionsgebiete werden von der Kirchenführung festgelegt. Einem Missionsgebiet steht ein Missionspräsident mit seinen zwei Ratgebern vor. Er überwacht die Arbeit in dem zugewiesenen Gebiet und koordiniert die Missionsarbeit vor Ort. 
An manchen Orten werden Missionare nur für humanitäre Zwecke oder andere Sonderaufgaben eingesetzt. Diese Missionare machen keine Bekehrungsarbeit.

## Beziehungen und Familienstand
Für alleinstehende Missionare ist es während ihrer Missionszeit nicht erlaubt, sich privat zu verabreden, tanzen zu gehen oder zu flirten. Während dieser Zeit ist zum anderen Geschlecht Distanz zu wahren. Missionare werden ermuntert, mit ihrer Familie wöchentlich via Telefon, video chats, online messaging oder brieflich in Kontakt zu treten. Auch zu besonderen Anlässen (Geburtstage, Weihnachen, Muttertag) soll Kontakt mit der Familie aufgenommen werden.

## Wissenswertes
In Gebieten, in denen die Bevölkerung mehrheitlich der Kirche Jesu Christi der Heiligen der Letzten Tage angehört, kommt es vereinzelt vor, dass junge Leute aufgrund des gesellschaftlichen Druckes und der Erwartungshaltung von Familienangehörigen eine Mission antreten und dann vorzeitig den Missionsdienst abbrechen. Um diesem Problem entgegenzuwirken, bietet die Kirche Missionsvorbereitungskurse an, welche sicherstellen sollen, dass nur Personen einen Missionsdienst beginnen, die einerseits physisch und psychisch dazu in der Lage sind und anderseits von sich aus motiviert sind, eine Mission zu erfüllen. Junge Leute, die aus gesundheitlichen Gründen keinen Missionsdienst versehen können, wird die Möglichkeit eingeräumt, anderweitig innerhalb der Kirche bzw. im eigenen Gebiet zu dienen. Rund 2.700 Personen versehen derzeit einen solchen eingeschränkten Kirchendienst als Service-Missionare.